# Abgaro V de Edesa
Abgar o Abgaro V de Edesa (árabe: أبجر الخامس أوكاما, transcrito como ʾAḇgar al-kḤəmiš ʾUkkāmā; siríaco: ܐܒܓܪ ܚܡܝܫܝܐ ܐܘܟܡܐ, transcrito como ʾAḇgar Ḥəmišāyā ʾUkkāmā; armenio: Աբգար Ե Եդեսացի, transcrito como Abgar Hingerord Yedesatsi; griego: Ἄβγαρος, transcrito como Abgaros) fue un gobernante del Reino de Osroena, que tuvo su capital en Edesa. Reinó entre los años el 7 y el 4 a. C. y, posteriormente, volvió a reinar desde el año 13 hasta hacia el 40 d. C. Era de origen nabateo o, según Moisés de Corene, parto de la dinastía arsácida.
Según Eusebio de Cesarea, del siglo IV, Abgaro mandó a un mensajero a Jesús para pedirle que lo curase de una enfermedad y este le respondió que lo sanaría posteriormente. Según esa historia, tras la Ascensión, el apóstol Tomás mandó al discípulo Tadeo de Edesa, que lo sanó y lo convirtió al cristianismo. Según el texto titulado Doctrina de Addai, del siglo V, el mensajero se llamaba Hannán y este le entregó al rey un retrato de Jesús, conocido como el Mandylion.

## Biografía
Abgaro V llegó al poder en el año 4 a. C.
La familia real de Osroena era de origen nabateo (árabe)
y él fue llamado «rey de los árabes» por Tácito.
Se convirtió en vasallo del Imperio romano. Perdió el trono en el año 7 d. C. y lo recuperó cinco años después.
El historiador armenio Moisés de Corene (ca. 410-490) dijo que la esposa principal de Abgaro V había sido Helena de Adiabene, que anteriormente había sido esposa de Monobaz I de Adiabene, y que los reinos de Adiabene y de Edesa estaban vinculados de algún modo.

La primera esposa de Abgaro, que se llamaba Helena [...] fue a Jerusalén en tiempos de Claudio, durante la hambruna que Agabus había predicho; con todos sus tesoros ella compró en Egipto una gran cantidad de grano, que distribuyó entre los pobres, un hecho que Josefo testifica. La tumba de Helena, una verdaderamente notable, todavía se ve frente a la puerta de Jerusalén.
Moisés de Corene

Flavio Josefo dice que Helena fue esposa y hermana de Monobaz I.
Posteriormente, se habría casado en segundas nupcias con Abgaro V.
No obstante, el historiador Robert Eisenman sugirió que Helena fue hermana y esposa de Abgaro V y que este le entregó tierras en Adiabene.
El profesor Eisenman dice que el rey Abgaro V es también la persona llamada Ágabo que aparece en los Hechos de los Apóstoles 11:27-30, donde se menciona la hambruna donde estuvo Helena. Eisenman también dice que la Antioquía de Orontes bíblica es Antioquía de Edesa, y que san Pablo y Bernabé fueron a Edesa.

## Carta de Jesús a Abgaro
Eusebio de Cesarea, en su obra Historia de la Iglesia, realizada en el siglo IV, informó de que en los archivos de Edesa había una copia de una carta de Abgar a Jesús y otra con la respuesta. Según esta historia, fue convertido al cristianismo por Tadeo de Edesa, uno de los setenta discípulos nombrados por Jesús.
Según el texto fechado en el siglo V y titulado Doctrina de Addai, siendo Addai el equivalente sirio de Tadeo, el rey Abgaro envió como mensajero a su archivero y pintor Hannán (o Ananías). Según la Doctrina de Addai Jesús no escribió ninguna carta, sino que Hannán se encargó de trasmitir la respuesta, probablemente por escrito, al rey en el año 32.
La carta del rey Abgaro V dice:

Abgaro Ukkâmâ, príncipe de Edesa, a Jesús el Salvador bueno que ha aparecido en Jerusalén. Salud.
He tenido noticia de actividades tuyas y de las curaciones que realizas sin medicinas ni hierbas. Pues, según cuentan, devuelves la vista a los ciegos, haces andar a los cojos, limpias a los leprosos, expulsas a los espíritus inmundos y a los demonios, sanas a los atormentados por largas enfermedades y resucitas a los muertos.
Después de escuchar todas estas noticias acerca de ti, se me ha ocurrido que es por una de estas dos cosas: o porque tú eres Dios, que has bajado del Cielo y realizas estas cosas, o eres Hijo de Dios y por eso las haces. Por esa razón, pues, te he escrito rogándote que te tomes la molestia de venir hasta mí para curarme de la enfermedad que me aflije.
Pues yo también he oído decir que los judíos murmuran contra ti y pretenden hacerte mal. Yo tengo una ciudad muy pequeña, pero digna, que es suficiente para los dos.

La carta de Jesús dice:

Abgaro, eres dichoso por haber creído en mí sin haberme visto. Pues de mí está escrito que los que me hayan visto no creerán en mi, para que aquellos que no me hayan visto crean y vivan.
Y sobre lo que me has escrito pidiéndome que vaya hasta ti, es preciso que cumpla aquí todas aquellas cosas por las que fui enviado. Entonces subiré de nuevo al lado del que me envió.
Pero cuando sea elevado al Cielo, te enviaré a uno de mis discípulos para que cure tu enfermedad y os otorgue la vida a ti y a los tuyos.

Eusebio de Cesarea dice que, tras la ascensión, el apóstol Tomás envió a Tadeo a Edesa para curar al rey Abgaro. En la ciudad, habitó en casa de Tobías, hijo de Tobías, y realizó varias sanaciones. Cuando el rey escuchó hablar de Tadeo supo que se trataba de la persona que le había enviado Jesús. Abgaro se encontró con Tobías y le dijo que le enviase a su casa a aquel discípulo, a lo que Tadeo respondió había venido realizando sanaciones por él y acudió a encontrarse con el monarca. Tras encontrarse con el rey, le dio un discurso sobre la fe cristiana y, posteriormente, le sanó de su enfermedad. Tras esto, Tadeo sanó a otros ciudadanos.
Egeria, del siglo IV, habló de esta carta en sus escritos sobre su peregrinación a Edesa. Ella leyó la carta durante su estancia y dijo que las copias que había en la ciudad eran más completas que las que había en su lugar de procedencia.
El académico Bart D. Ehrman, sin embargo, menciona evidencias de Han Drijvers y otros autores según las cuales toda esta correspondencia habría sido realizada en el siglo III por los cristianos ortodoxos "para una polémica anti-maniquea", y argumenta que es totalmente falsa.
Además de la importancia que ha tenido en el ciclo apócrifo, la correspondencia del rey Abgar se ha utilizado en algunas liturgias en ocasiones. Esta correspondencia se conmemora en la liturgia siríacas durante la Cuaresma. La liturgia celta parece haberle dado cierta importancia; el Liber Hymnorum, un manuscrito conservado en el Trinity College de Dublín (E. 4, 2), tiene dos peticiones con líneas de la carta a Abgar. Incluso es posible que esta carta, seguida de varias oraciones, haya sido parte de alguna liturgia menor en algunas iglesias católicas.

## Mandylion
En la Doctrina de Addai, fechada en el siglo V, se dice que Hannán (o Ananías), pintor y archivero del rey, hizo de mensajero y trajo de regreso a Edesa un retrato de Jesús, a quien había encontrado en la casa de Gamaliel. Este retrato se conservó en el palacio real.
La tradición cristiana también ha dicho que esta era una imagen realizada milagrosamente (aquiropoetas, "αχειροποίητα") y se ha vinculado con el Paño de la Verónica, que se habría hecho cuando una mujer le limpió el rostro a Jesús cuando iba camino del Calvario.
También se ha argumentado que la imagen que llegó a Edesa desde Jerusalén era la Sábana Santa, que se encontraba doblada en cuatro, por lo que era conocida como tetradiplon.
El 15 de agosto del 944 la iglesia de Santa María de las Blanquernas de Constantinopla el Mandylion. El 16 de agosto fue trasladado a la capilla imperial de la Virgen del Faro de la ciudad.
En el 1032 el emperador bizantino Romano III recibió la carta de Cristo a Abgar y la depositó también en la capilla de la Virgen del Faro.
El 24 de agosto de 2009 el Banco Central de Armenia introdujo un nuevo billete con un valor de 100.000 drames armenios. El billete tiene un retrato del rey Abgaro V y le describe como rey de la Mesopotamia Armenia. Aparece con un estandarte real con una imagen de Jesús, conocido como Mandylion. El reverso del billete presenta al discípulo cristiano Tadeo de Edesa entregando la imagen de Jesús al rey Abgar V.

## Imágenes

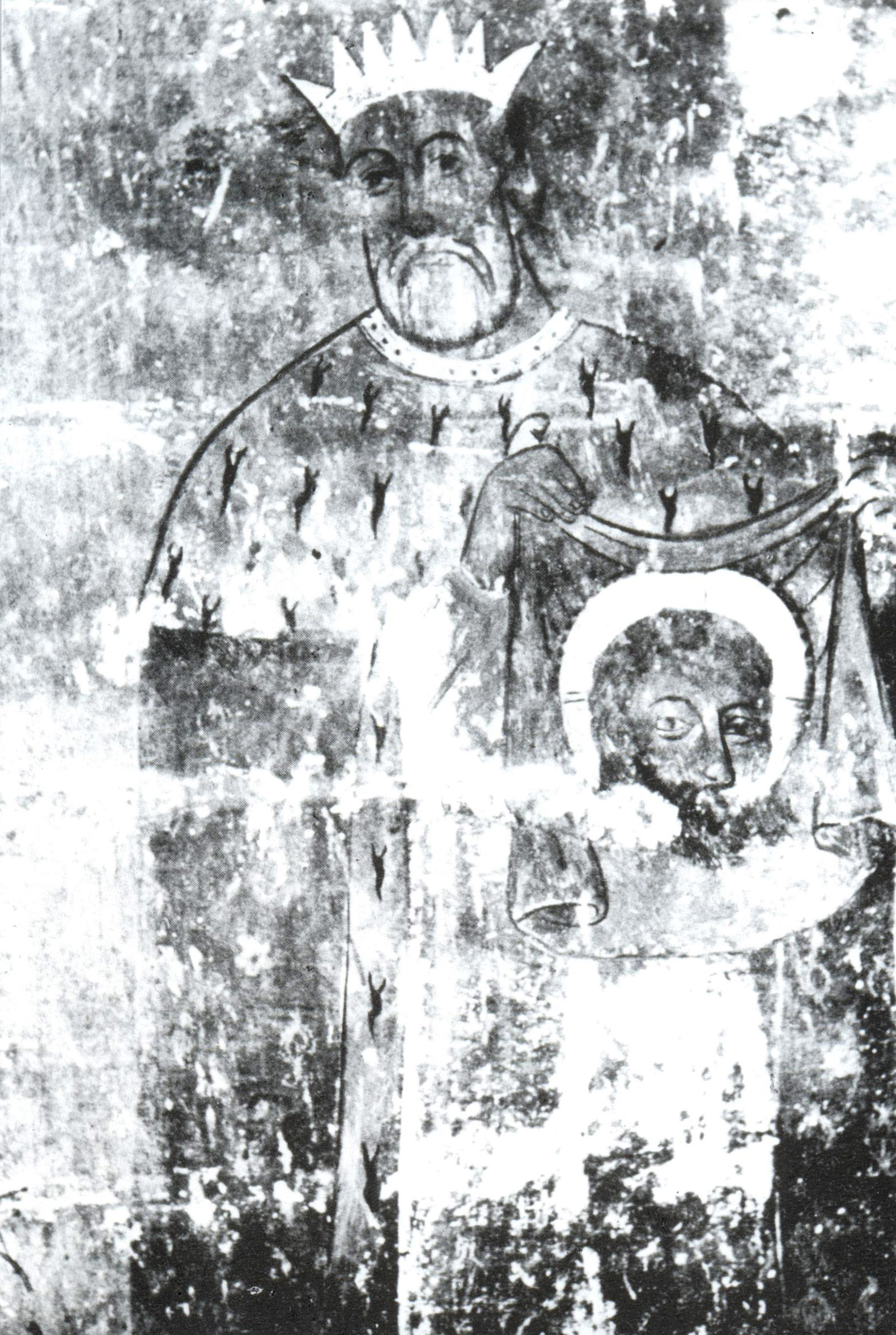
Fresco ubicado en la iglesia varega San Gevorg mostrando al rey Abgaro con la imagen de Cristo.
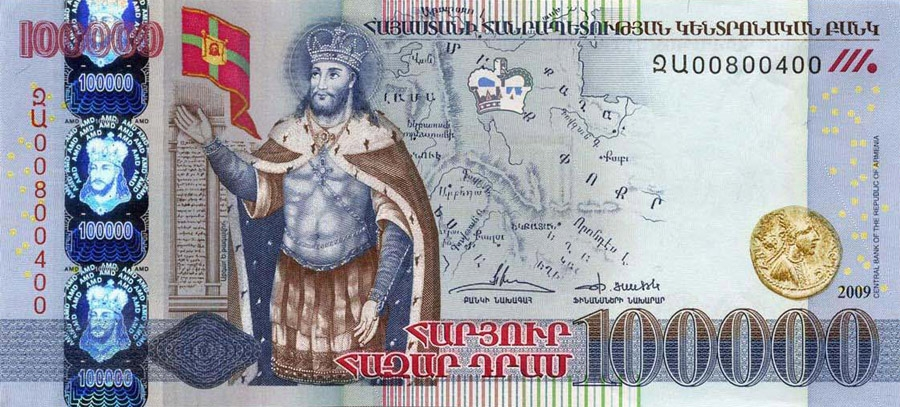
Abgaro V en un billete armenio de 100.000 drames.